# 짧은머리둥근잎박쥐
짧은머리둥근잎박쥐 또는 짧은머리잎코박쥐(Hipposideros breviceps)는 잎코박쥐과에 속하는 박쥐의 일종이다. 인도네시아의 토착종이다. 모식 표본 한 점만이 알려져 있다.

## 특징
작은 박쥐로 몸통 길이가 42mm이고 전완장은 43mm, 꼬리 길이는 23mm이다. 발 길이는 7mm이고 귀 길이는 15mm이다. 등 쪽은 갈색빛 검은색이지만 배 쪽은 밝은 회색빛 갈색을 띤다. 비막과 귀는 거무스레하다. 잎코는 작다.

## 생태
무리를 지어 동굴에서 은신한다. 먹이는 곤충이다.

## 분포 및 서식지
수마트라섬 서부 해안가를 따라 믄타와이제도의 북파가이섬 지역에서 1935년에 포획한 35점의 표본만이 알려져 있고, 뉴욕의 미국 자연사 박물관에 보관되어 있다.